# رابرت بویس (بازیکن فوتبال)
رابرت بویس (انگلیسی: Robert Boyce؛ زادهٔ ۷ ژانویهٔ ۱۹۷۴) بازیکن فوتبال اهل بریتانیا است.
از باشگاه‌هایی که در آن بازی کرده‌است می‌توان به باشگاه فوتبال شفیلد ونزدی، باشگاه فوتبال ویلدستون، باشگاه فوتبال کولچستر یونایتد، باشگاه فوتبال چلمزفورد سیتی، باشگاه فوتبال استیونج، باشگاه فوتبال آیلزبری یونایتد، و باشگاه فوتبال انفیلد ۱۸۹۳ اشاره کرد.